# Sultanato bahmaní
El sultanato Bahmaní (también denominado Imperio bahmaní) fue un reino islámico del Decán surgido en el sudeste de la India, contemporáneo del Medioevo europeo, y el primero de la región de confesión chiita.

## Historia
El sultanato fue fundado el 3 de agosto de 1347 cuando Nazir uddin Ismail Shah, quien se había rebelado contra el sultán de Delhi (el turco Muhammad bin Tughluq) cedió el poder al gobernador Zafar Khan, quien adoptó el nombre de Ala-ud-Din Bahman Shah.
La capital del nuevo estado fue Ahsanabad (Gulbarga) entre el 1347 y el 1425, año en que se trasladó a Muhammadabad (Bidar). 
El sultanato Bahmaní luchó en varias oportunidades con el imperio hindú de Vijayanagara por el control del Decán. Alcanzó su máximo poder en el período 1466–1481, bajo el reino de Mahammad III, en buena medida gracias a su primer ministro Mahmud Gawan, quien capturó Goa, el puerto más importante de Vijayanagara. Cuando Mahammad III dio crédito a quienes denunciaban falsamente a Mahmud Gawan como traidor y lo ejecutó, comenzó un rápido declive del reino que finalmente en 1518 se dividió en cinco estados: Ahmednagar, Berar, Bidar, Bijapur y Sultanato de Golconda, conocidos como sultanatos del Decán.

## Cultura
La dinastía Bahmaní se consideraba descendiente de Bahman un legendario rey de Irán, lo que los movió a convertirse en mecenas de la  lengua, literatura y cultura persa en general, hasta el punto en que muchos de los sultanes y príncipes llegaron a ser muy versados en el idioma y la literatura persas.
De igual manera, promovieron la arquitectura monumental de estilo persa, contratando a arquitectos y artesanos de ese origen. El Golgumbaz en Bijapur es una muestra del estilo arquitectónico del período y cuenta con uno de los domos más grandes del mundo.

## Galería de imágenes

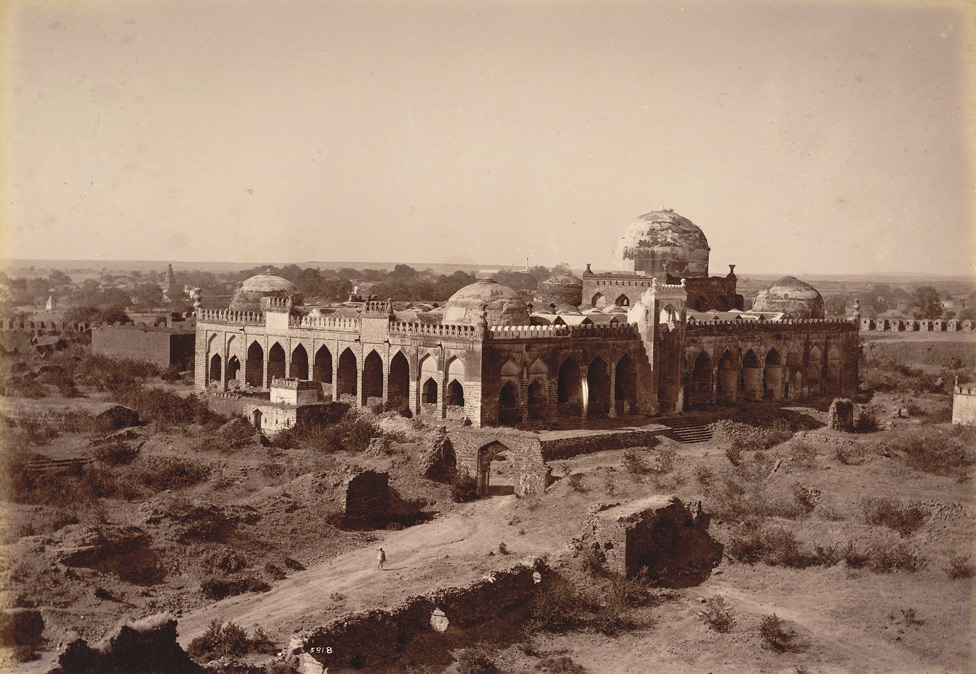
Gran mezquita en el fuerte Gulbarga
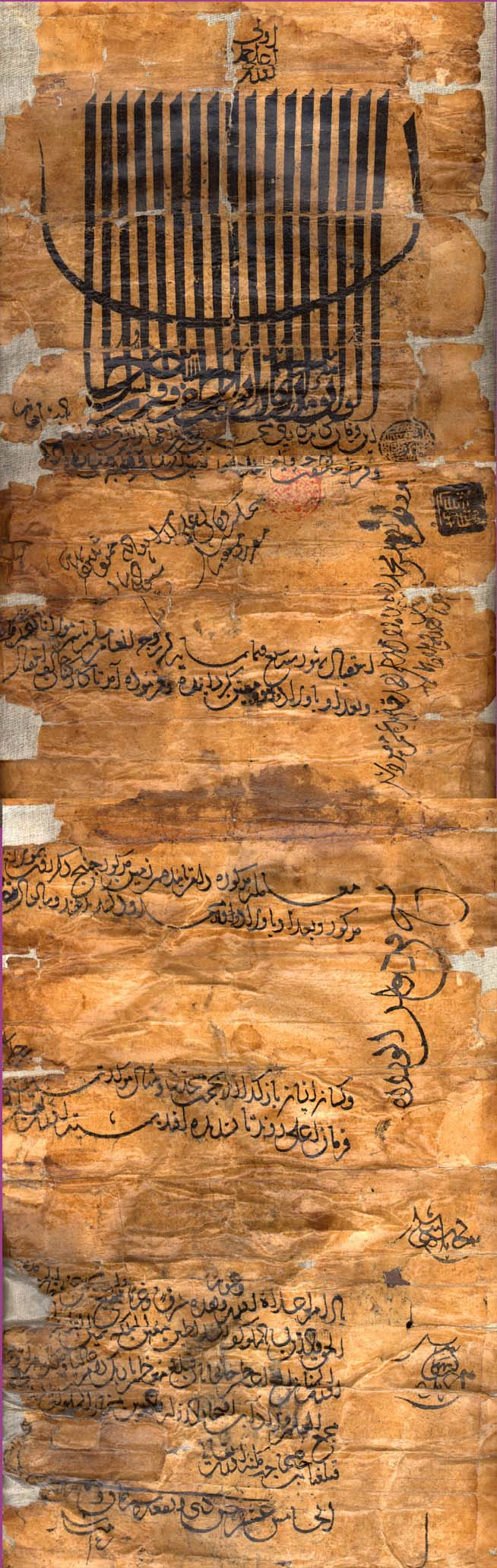
Firman  de Taj ud-Din Firuz Shah
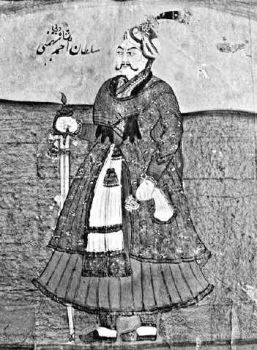
Ahmad Shah I Wali.
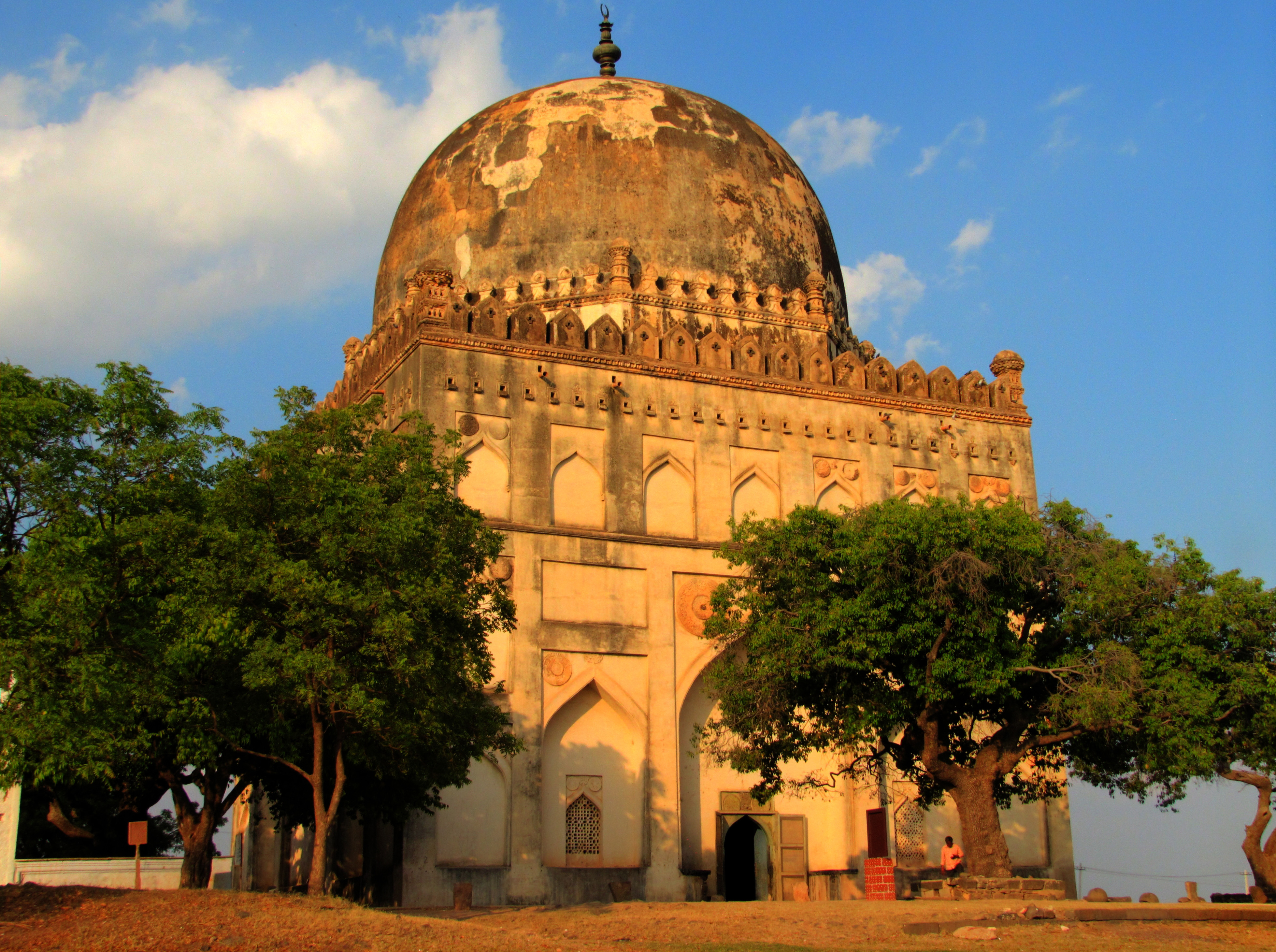
Tumba de Ahmad Shah I Wali.
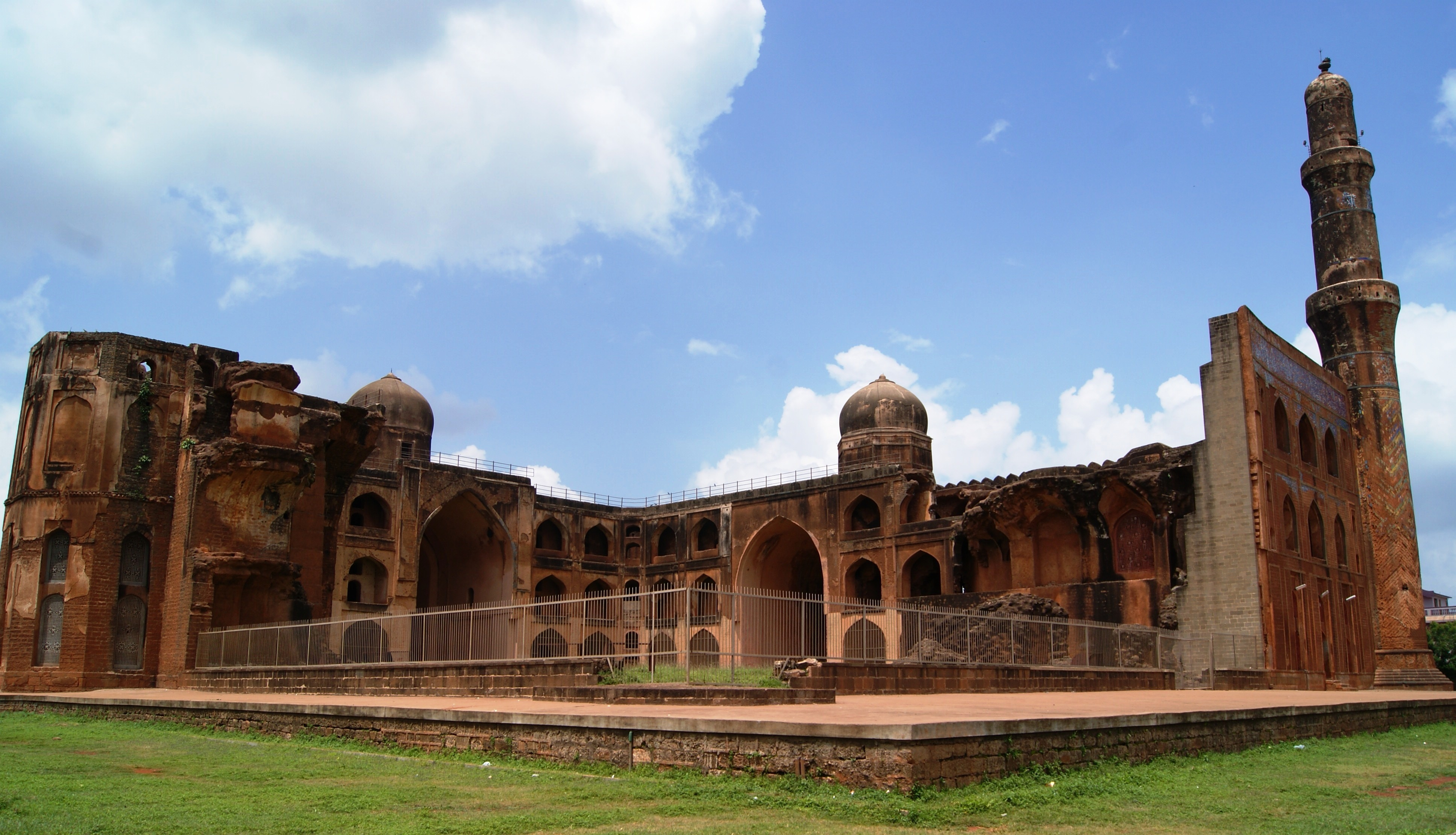
Mahmud Gawan Madrasa fue construida por Mahmud Gawan, el visir del sultanato bahmaní como centro de aprendizaje del Decán

## Lista de shahs bahmanís
| Nombre titular | Nombre titular                                 | Nombre personal                                                                   | Reinado                                           |
| Independencia del sultán de Delhi, Muhammad bin Tughluq.                                                                                            |                                                |                                                                                   |                                                   |
| Shah شاہ | Ala-ud-Din Bahman Shah علاء الدین حسن بہمن شاہ | Ala-ud-Din Bahman Shah حسن گنگو                                                   | 3 de agosto de1347 – 11 de febrero de 1358        |
| Shah شاہ |                                                | Mohammad Shah I محمد شاہ بہمنی                                                    | 11 de febrero de 1358 – 21 de abril de 1375       |
| Shah شاہ | Ala-ud-Din Mujahid Shah علاء الدین مجاہد شاہ   | Mujahid Shah                                                                      | 21 de abril de 1375 – 16 de abril de 1378         |
| Shah شاہ |                                                | Dawood Shah داود شاہ بہمنی                                                        | 16 de abril de 1378 – 22 de mayo de 1378          |
| Shah شاہ |                                                | Mohammad Shah II محمود شاہ بہمنی                                                  | 21 de mayo de 1378 – 20 de abril de 1397          |
| Shah شاہ |                                                | Ghiyath-ad-din Shah عیاث الدین شاہ بہمنی                                          | 20 de abril de 1397 – 14 de junio de 1397         |
| Shah شاہ |                                                | Shams-ad-din Shah شمس الدین شاہ بہمنی Rey títere bajo Lachin Khan Turk            | 14 de junio de 1397 – 15 de noviembre de 1397     |
| Shah شاہ | Taj-ud-Din Feroze Shah تاج الدین فیروز شاہ     | Feroze Shah فیروز خان                                                             | 24 de noviembre de 1397 – 1 de octubre de 1422    |
| Shah شاہ |                                                | Ahmed Shah Wali Bahmani احمد شاہ ولی بہمنی                                        | 1 de octubre de 1422 – 17 de abril de 1436        |
| Shah شاہ | 'Ala-ud-Din Ahmed Shah علاء الدین احمد شاہ     | Ala-ud-Din Ahmed Shah Bahmani علاء الدین احمد شاہ بہمنی                           | 17 de abril de 1436 – 6 de mayo de1458            |
| Shah شاہ | Ala-ud-Din Humayun Shah علاء الدین ھمایوں شاہ  | Humayun Shah Zalim Bahmani ھمایوں شاہ ظالم بہمنی                                  | 7 de mayo de 1458 – 4 de septiembre de 1461       |
| Shah شاہ |                                                | Nizam Shah Bahmani نظام شاہ بہمنی                                                 | 4 de septiembre de 1461 – 30 de julio de 1463     |
| Shah شاہ | Muhammad Shah Lashkari محمد شاہ لشکری          | Muhammad Shah Bahmani II محمد شاہ بہمنی دوئم                                      | 30 de julio de 1463 – 26 de marzo de 1482         |
| Vira Shah ویرا شاہ |                                                | Mahmood Shah Bahmani II محمود شاہ بہمنی دوئم                                      | 26 de marzo de 1482 – 27 de diciembre de 1518     |
| Shah شاہ |                                                | Ahmed Shah Bahmani II احمد شاہ بہمنی دوئم Rey títere bajo Amir Barid I            | 27 de diciembre de 1518 – 15 de diciembre de 1520 |
| Shah شاہ | Ala-ud-Din Shah علاء الدین شاہ                 | Ala-ud-Din Shah Bahmani II علاء الدین شاہ بہمنی دوئم Rey títere bajo Amir Barid I | 28 de diciembre de 1520 – 5 de marzo de 1523      |
| Shah شاہ |                                                | Waliullah Shah Bahmani ولی اللہ شاہ بہمنی Rey títere bajo Amir Barid I            | 5 de marzo de 1522 – 1526                         |
| Shah شاہ |                                                | Kaleemullah Shah Bahmani کلیم اللہ شاہ بہمنی Rey títere bajo Amir Barid I         | 1525–1527                                         |
| Disolución del sultanato en 5 reinos: sultanato de Bidar, sultanato de Ahmednagar, sultanato de Bijapur, sultanato de Golconda y sultanato de Berar |                                                |                                                                                   |                                                   |